# مسح حزام غولد
مسح حزام غولد، هو مشروع بحثي في علم الفلك يديره مركز هارفارد-سميثسونيان للفيزياء الفلكية، بمشاركة العديد من المعاهد العلمية الأخرى.
يستخدم علماء الفضاء الملاحظات والبيانات التي يلتقطها مقراب سبيتزر الفضائي وغيره من التلسكوبات لتكوين صورة كاملة عن مناطق تشكّل النجوم ضمن نطاق نصف قطره حوالي 1600 سنة ضوئية في مركز النظام الشمسي. تكون هذه المناطق مغلفة بغيمة من الغبار الكوني جزئياً أو كلياً، لذا لا يمكن مراقبتها بواسطة التلسكوبات التي تستخدم الضوء كمرصد هابل الفضائي.
يستخدم فريق مسح حزام غولد مجموعة متنوعة من التلسكوبات والمراصد لدراسة المظاهر العديدة لتتشكّل النجوم. يوفر تلسكوب الفضاء سبيتزر صوراً وملاحظات بواسطة الأشعة تحت الحمراء للطيف، في حين يوفر مقراب جيمس كليرك ماكسويل صوراً من الطول الموجي الملمتري الجزيئي لمنطقة الطيف. يوفر التلسكوب الفضائي هيرشل بيانات الرصد بين الأشعة تحت الحمراء البعيدة والأطوال الموجية الملمترية الفرعية، وتغطي بكفاءة الأطوال الموجية بين إمكانيات الرصد لتلسكوب سبتزر وتلسكوب ماكسويل.

## نتائج المراقبة
اكتملت عمليات الرصد الأولى التي أجراها مقراب سبيتزر الفضائي بين 21 و 27 سبتمبر عام 2006. كان أول منطقة تم مسحها هي IC5146 في كوكبة الدجاجة. وقدمت التفاصيل الأولى للبحث في اجتماع الجمعية الأمريكية الفلكية في سياتيل.
بناء على عمليات الرصد هذه، قدم فريق الفلكيين بقيادة الدكتور روبرت غوترموث من مركز هارفارد-سيمثسونيان للفيزياء الفلكية تقريراً يفيد باكتشاف الثعبانية الجنوبية وهي مجموعة من 50 نجمة شابة في كوكبة الحية.
أطلق فريق البحث منشور والذي يشمل تفاصيل البحث ونتائجه.

## مشاريع ذات علاقة
ستستخدم بيانات هذا المشروع مع رصد مقراب جيمس كليرك ماكسويل والتلسكوب الفضائي هيرشل ورصد سبتزر السابقة من برنامج "Cores to Disks" ومن برنامج Guaranteed Time وبرنامج General Observer التي درست مناطق تشكل النجوم في حزام غولد.

## روابط خارجية
- قائمة جميع برامج سبتزير لتراث العلوم